# Las

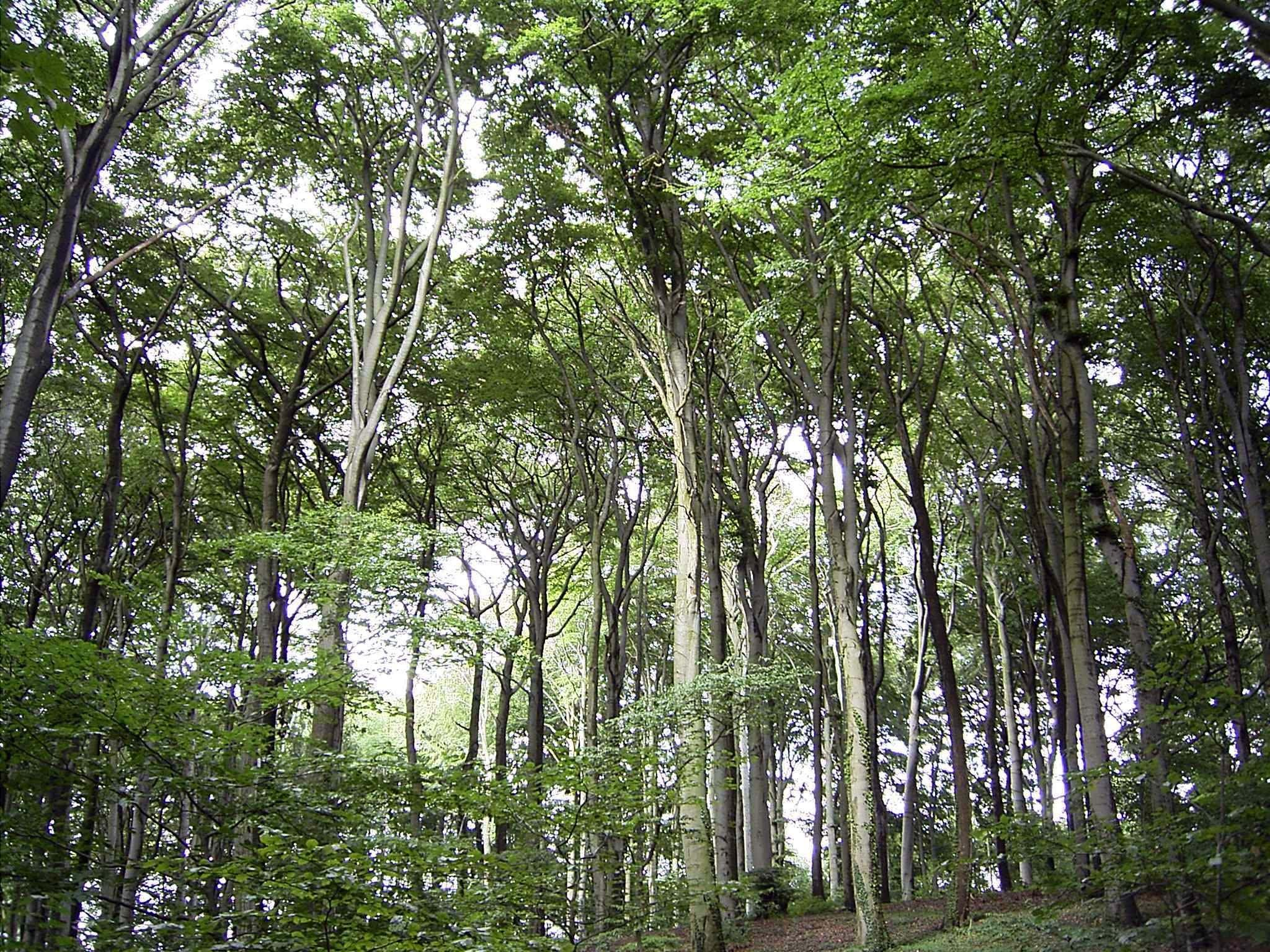
Buczyna

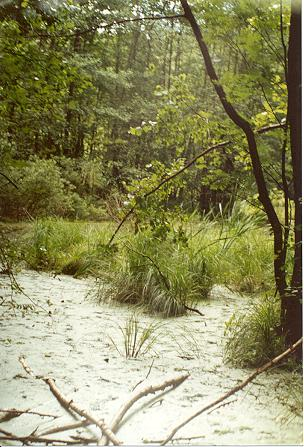
Ols w rezerwacie Morasko (w Poznaniu)

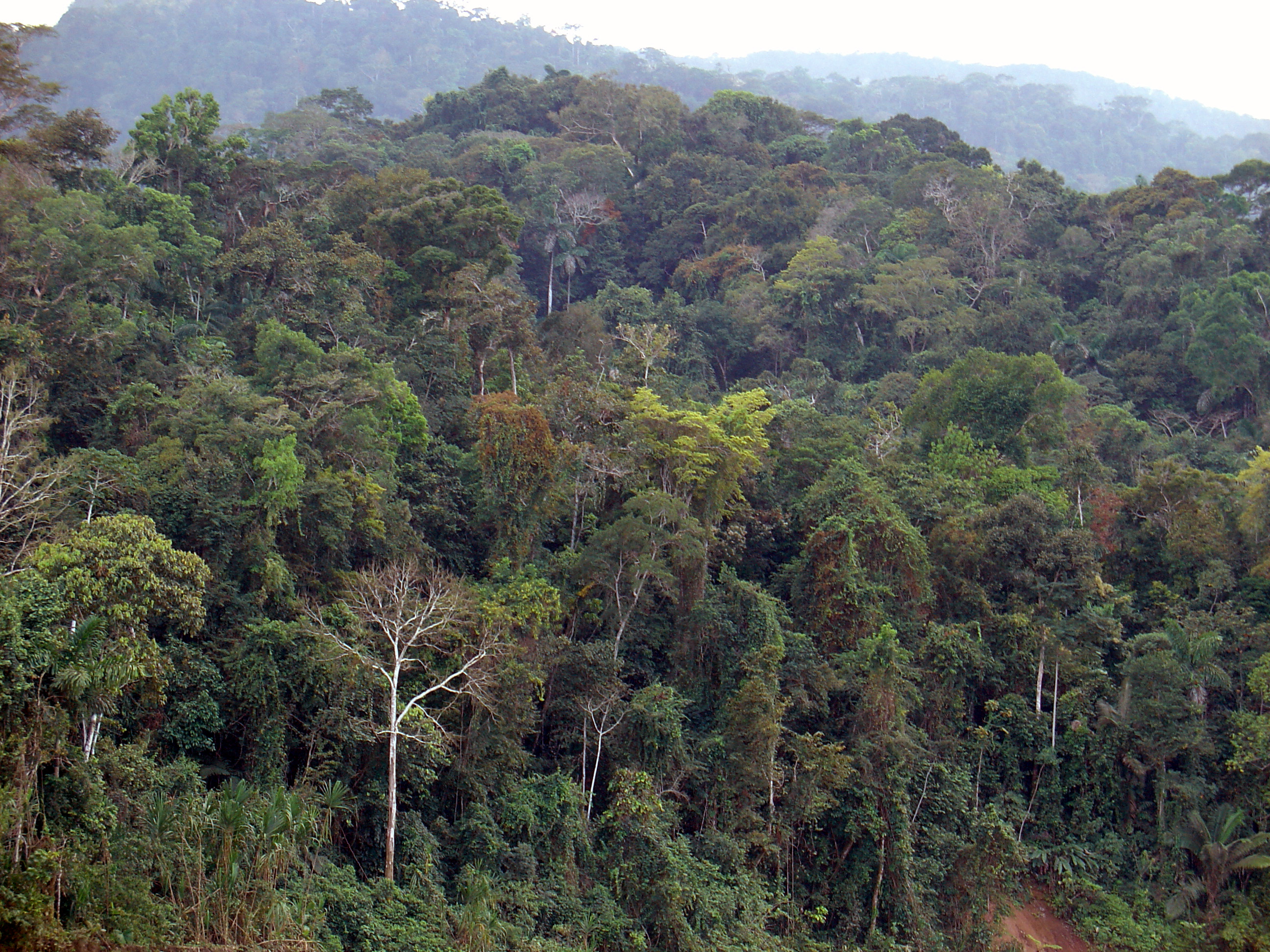
Puszcza amazońska

Las (biocenoza leśna) – kompleks roślinności swoisty dla danego kontynentu geograficznego, charakteryzujący się dużym udziałem drzew rosnących w zwarciu, wraz ze światem zwierzęcym i różnymi czynnikami przyrody nieożywionej oraz związkami, które między nimi występują.
Las lub biocenoza leśna według definicji prof. J.J. Karpińskiego to dynamiczny twór przyrody, w którym są zespolone w niepodzielną całość układem zależności, powiązań i wzajemnych wpływów: określona roślinność z przeważającym udziałem form drzewiastych, związanych z nim zwierzętami oraz wykorzystywane przez rośliny i zwierzęta podłoże geologiczne, gleba, woda i klimat.
W sensie prawnym (zgodnie z ustawą o lasach z 1991 roku) lasem jest grunt o zwartej powierzchni co najmniej 0,10 ha, pokryty roślinnością leśną (uprawami leśnymi) – drzewami i krzewami oraz runem leśnym – lub przejściowo jej pozbawiony – przeznaczony do produkcji leśnej lub stanowiący rezerwat przyrody lub wchodzący w skład parku narodowego albo wpisany do rejestru zabytków (art. 3 p.1 ustawy o lasach).
W sensie prawnym do lasu należą także grunty związane z gospodarką leśną, zajęte pod wykorzystywane dla potrzeb gospodarki leśnej: budynki i budowle, urządzenia melioracji wodnych, linie podziału przestrzennego lasu, drogi leśne, tereny pod liniami energetycznymi, szkółki leśne, miejsca składowania drewna, a także wykorzystywane na parkingi leśne i urządzenia turystyczne.
Z podanych przykładów wywnioskować można, że jednoznaczne zdefiniowanie lasu nie jest łatwym zadaniem, bowiem w obrębie swego rozległego zasięgu występuje on pod wieloma różnorodnymi postaciami i formami. Jest przy tym tworem tak bardzo złożonym, że próby ustalenia typowych jego właściwości są dosyć ryzykowne i mogą prowadzić do zbytnich uproszczeń. Wszelkie poglądy na istotę lasu należą zatem do dyskusyjnych. Głównym podłożem tych dyskusji jest odmienny punkt widzenia autorów reprezentujących różne dyscypliny naukowe, a zajmujących się lasem wyłącznie w granicach interdyscyplinarnych możliwości poznawczych. Las inaczej więc definiuje fitogeograf, biolog, krajoznawca czy też zoolog. Las należy niewątpliwie do kompleksu bioekologicznego swoistego pod względem fizjonomicznym, strukturalnym, środowiskowym i geograficznym, jak również pod względem historycznym.
Naturalny las jest najbardziej złożonym i najtrwalszym ekosystemem lądowym. Charakteryzuje się uwarstwieniem pionowym, w lesie szpilkowym dość prostym (warstwa koron, warstwa krzewów, warstwa runa). Las spełnia ważną rolę w regulacji stosunków wodnych na danym terenie. Na obszarach wylesionych często zdarzają się powodzie, a w górach lawiny śnieżne i błotne. Większość lasów w Polsce to lasy pochodzenia sztucznego, wyhodowane przez człowieka.

## Systematyka lasów
W zależności od przyjętych kryteriów lasy można dzielić na różne sposoby, np. biorąc pod uwagę klimat i strefowy układ roślinności, w bardzo skrótowy sposób lasy można podzielić na:
- lasy strefy równikowej,
- lasy strefy podrównikowej,
- lasy suchej strefy zwrotnikowej,
- lasy strefy podzwrotnikowej,
- lasy strefy umiarkowanej.

Ze względu na ich skład i przynależność geograficzną można wyróżnić:
- lasy iglaste,
- lasy liściaste,
- lasy mieszane.

Z uwagi na zagospodarowanie lasów można zróżnicować je na:
- lasy ochronne,
- lasy gospodarcze,
- lasy odroślowe.

## Kraje o największej powierzchni lasów
| Pozycja | Kraj                          | Powierzchnia (tys. ha) |
| ------- | ----------------------------- | ---------------------- |
| 1       | Rosja                         | 808 790                |
| 2       | Brazylia                      | 477 698                |
| 3       | Kanada                        | 310 134                |
| 4       | Stany Zjednoczone             | 303 089                |
| 5       | Chiny                         | 197 290                |
| 6       | Australia                     | 163 678                |
| 7       | Demokratyczna Republika Konga | 133 610                |
| 8       | Indonezja                     | 88 495                 |
| 9       | Peru                          | 68 742                 |
| 10      | Indie                         | 67 701                 |
|         | Pozostałe                     | 1 333 213              |

## Choroby lasu
Choroby lasu zawsze należy rozpatrywać w układzie dynamicznym jakim jest ekosystem leśny. Rozpatrując właściwości ekosystemu leśnego z punktu widzenia jego naruszalności, prowadzącej do zjawisk określanych jako „choroby lasu”, należy zwrócić szczególną uwagę na sieć wzajemnych, scalających go powiązań. U podstaw tego procesu leży kwestia krążenia materii i przepływu energii określającej troficzną strukturę ekosystemu. W skład jego żywych komponentów wchodzą 3 grupy funkcjonalnych organizmów:
- producenci – dysponujący zdolnością syntetyzowania związków organicznych z dwutlenku węgla i wody podczas procesu fotosyntezy, zwani organizmami autotroficznymi (samożywnymi), do których zalicza się rośliny zielne;
- konsumenci – odżywiający się innymi organizmami i zwani heterotrofami (organizmy cudzożywne), do których zalicza się głównie zwierzęta;
- reducenci (organizmy heterotroficzne) rozkładające martwą substancję organiczną, czerpiąc z niej produkty rozkładu i uwalniając proste związki chemiczne absorbowane następnie przez producentów, a zatem wprowadzonych ponownie w obieg materii. Do grupy reducentów zalicza się głównie grzyby, mikroorganizmy roślinne i zwierzęce, czyli bakterie.

Związki łączące ze sobą komponenty określonej biocenozy można rozpatrywać tylko w układzie sprzężeń zwrotnych, ciągów liniowych tworzących łańcuchy, w których poszczególne gatunki tworzą ogniwa.
Inne czynniki przysposabiają roślinę do infekcji, inne w niej uczestniczą, a inne kontynuują jej przebieg. W chorobie uczestniczy nie tylko patogen, lecz także organizm roślinny.
Wymienione mechanizmy odnoszą się przede wszystkim do układów (ekosystemów) naturalnych, kształtujących się ewolucyjnie na drodze sukcesji ekologicznej i zmierzające do trwałej równowagi biologicznej. Szczególna sprawność takiego układu występuje w lasach tropikalnych, gdzie jest bogactwo komponentów biocenoz. Jednakże i w takim zrównoważonym systemie zdarzają się istotne zaburzenia spowodowane przez skrajne i ekstremalne czynniki jak pożary, nawałnice, powodzie.
W lasach naturalnych strefy umiarkowanej (występujących już tylko w formie szczątkowej w parkach narodowych), gdzie nie ma ingerencji człowieka, dochodzi niekiedy do zjawisk wykazujących cechy chorób. Są to jednak przypadki sporadyczne o charakterze parapatologicznym.
Zupełnie odmienny obraz rysuje się w chorobach lasów zagospodarowanych strefy umiarkowanej. Choroby te szerzą się przede wszystkim w borach iglastych Europy Środkowej w wyniku stosowania zrębów zupełnych i szablonowego, sztucznego odnawiania lasu nie licząc się z właściwościami siedlisk leśnych.
Do chorobotwórczych i szkodotwórczych czynników są zaliczane:
- abiotyczne bodźce chorobowe
  - pożary lasów,
  - wyładowania elektryczne,
  - grad,
  - wiatr,
  - niska temperatura,
  - wysoka temperatura,
  - niekorzystne warunki świetlne,
  - niekorzystne warunki wodne,
  - kwaśne deszcze

- biotyczne czynniki chorobowe
  - pasożytnicze owady,
  - pasożytnicze grzyby.